# روكي طومسون (لاعب غولف)
روكي طومسون (بالإنجليزية: Rocky Thompson)‏ هو لاعب غولف أمريكي، ولد في 14 أكتوبر 1939 في شريفبورت في الولايات المتحدة.

## وصلات خارجية
- روكي طومسون على موقع رابطة لاعبي الغولف المحترفين (الإنجليزية)